# Jejum de Nínive

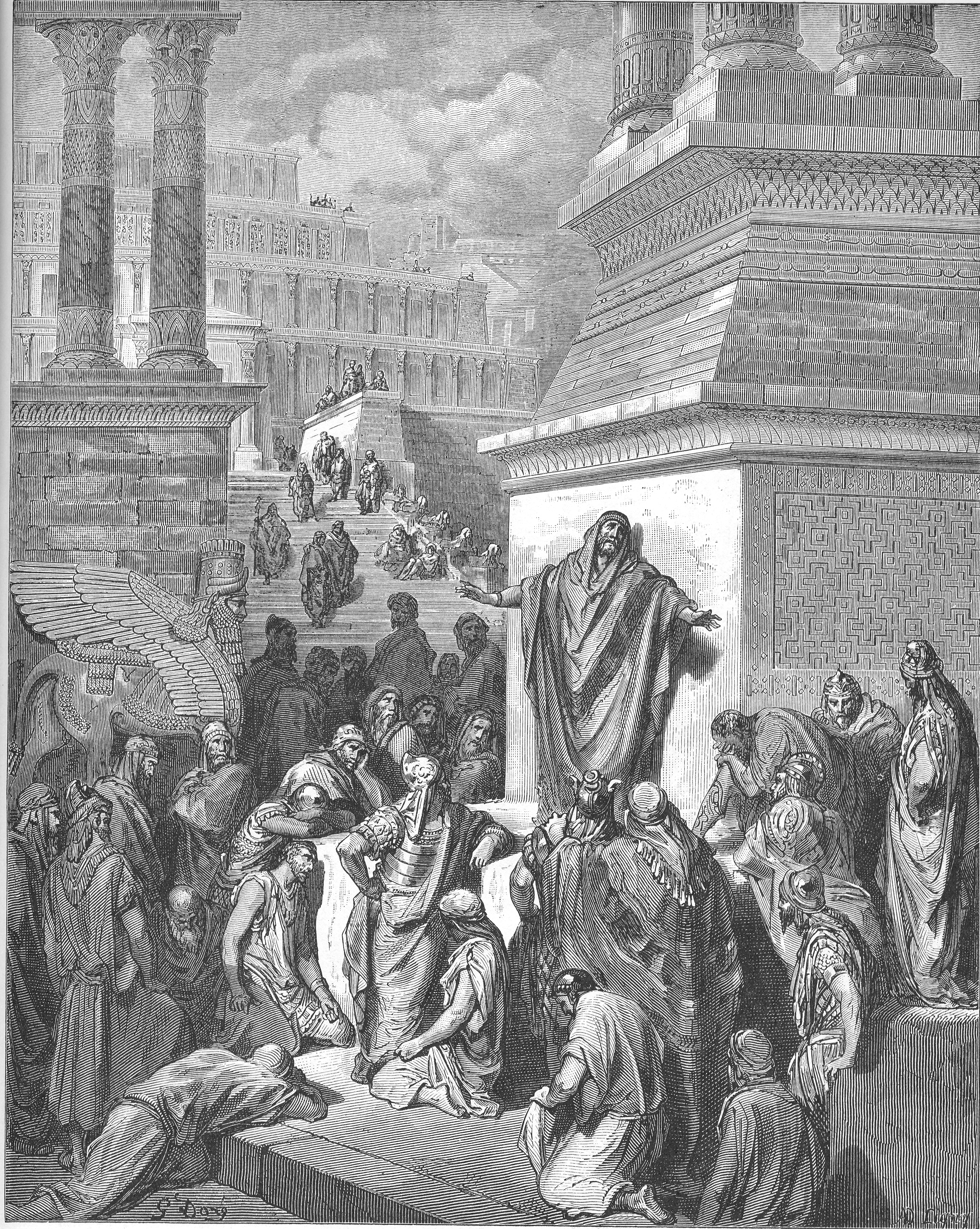
Jonas pregando aos ninivitas

No cristianismo siríaco, o jejum de Nínive (em siríaco:  ܒܥܘܬܐ ܕܢܝܢܘܝ̈ܐ Bā'ūṯā d-Nīnwāyē, literalmente "Petição dos Ninivitas") é um jejum de três dias, começando na terceira segunda-feira antes da segunda-feira limpa do domingo à meia-noite até quarta-feira ao meio-dia, durante a qual os participantes se abstêm de todos os tipos de laticínios e produtos à base de carne. No entanto, alguns paroquianos se abstêm de comer e beber de domingo à meia-noite até quarta-feira, depois do Santo Qurbono, que é comemorado antes do meio dia.
O jejum de três dias de Nínive comemora os três dias que o Profeta Jonas passou dentro da barriga do Grande Peixe e o subsequente jejum e arrependimento dos ninivitas na mensagem de aviso do profeta Jonas, de acordo com a Bíblia. (Livro de Jonas). Sabe-se que Marutha de Tikrit impôs o jejum de Nínive e serviu como mapriano da Igreja Ortodoxa Siríaca até sua morte em 2 de maio de 649.